# 33832 Johnplane
33832 Johnplane este o planetă minoră (asteroid), cu un diametru de 1,557 km, din centura de asteroizi. A fost descoperită pe 11 martie 2000 la Stația Anderson Mesa de Lowell Observatory Near-Earth-Object Search. 
Obiectul prezintă o orbită caracterizată de o semiaxă mare de 2,1981816 UAi, o excentricitate de 0,19, o înclinație de 3,22881 ° în raport cu ecliptica.